# Tupelo Honey
Tupelo Honey je páté sólové studiové album irského písničkáře Van Morrisona. Jeho nahrávání probíhalo na jaře a v létě 1971 ve studiích Wally Heider Studios a Columbia Studios v San Franciscu. O produkci se dělil Morrison s Tedem Templemanem a album vyšlo v říjnu 1971 u vydavatelství Warner Bros. Records.

## Seznam skladeb
Autorem všech skladeb je Van Morrison.
| Strana 1 (LP) | Strana 1 (LP)                              | Strana 1 (LP) |
| Pořadí        | Název                                      | Délka         |
| ------------- | ------------------------------------------ | ------------- |
| 1.            | Wild Night                                 | 3:33          |
| 2.            | (Straight to Your Heart) Like a Cannonball | 3:43          |
| 3.            | Old Old Woodstock                          | 4:17          |
| 4.            | Starting a New Life                        | 2:10          |
| 5.            | You're My Woman                            | 6:44          |

| Strana 2 (LP)  | Strana 2 (LP)                         | Strana 2 (LP) |
| Pořadí         | Název                                 | Délka         |
| -------------- | ------------------------------------- | ------------- |
| 1.             | Tupelo Honey                          | 6:54          |
| 2.             | I Wanna Roo You (Scottish Derivative) | 3:27          |
| 3.             | When That Evening Sun Goes Down       | 3:06          |
| 4.             | Moonshine Whiskey                     | 6:48          |
| Celková délka: | Celková délka:                        | 40:42         |

## Obsazení
- Van Morrison – rytmická kytara, harmonika, zpěv, vokály v pozadí
- Ronnie Montrose – elektrická kytara, akustická kytara, mandolína, vokály v pozadí
- Bill Church – basová kytara
- Rick Shlosser – bicí
- Connie Kay – bicí
- Jack Schroer – altsaxofon, tenorsaxofon, barytonsaxofon
- Mark Jordan – klavír, elektrické piano
- Gary Mallaber – perkuse, vibrafon
- John McFee – pedálová steel kytara
- Ted Templeman – varhany
- Bruce Royston – flétna
- Luis Gasca – trubka
- „Boots“ Houston – flétna, vokály v pozadí
- Ellen Schroer – vokály v pozadí
- Janet Planet – vokály v pozadí